# Lucy Lee

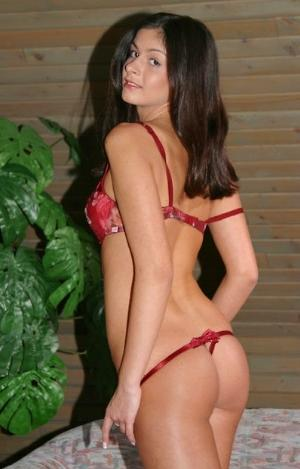
Lucy Lee.

Lucy Lee, pseudonimo di Adela Urygova (Krnov, 10 aprile 1984), è un'ex attrice pornografica ceca.

## Biografia
Nella sua carriera, svoltasi dal 2002 al 2009, Lucy Lee ha lavorato in America ed Europa nell'industria pornografica ed è apparsa in circa 290 film per adulti nei generi hardcore e softcore.

## Riconoscimenti
- 2004 AVN Awards nomination per Female Foreign Performer of the Year
- 2004 AVN Award nomination per Best Anal Sex Scene – Video (Crack Her Jack)
- 2004 AVN Award nomination per Best Three-Way Sex Scene – Video (Chasing the Big Ones 16 con Mark Anthony e Justin Slayer)
- 2004 AVN Award nomination per Best Sex Scene in Foreign-Shot Production (Euro Angels: Hardball 19)
- 2005 AVN Award per Miglior scena di Orgia (Gangland Cream Pie 8)

## Filmografia
- Bring 'um Young 11 (2002)
- Chasin Tail 2 (2002)
- Chasin Tail 3 (2002)
- Chasing The Big Ones 16 (2002)
- Chocolate Oral Delights 5 (2002)
- Christoph's Beautiful Girls 7 (2002)
- Euro Angels Hardball 19: Reverse Gang Bang Edition (2002)
- Finally Legal 8 (2002)
- Foreign Assets (2002)
- Killer Pussy 15 (2002)
- Nacho Vidal's Blowjob Impossible 5 (2002)
- Precious Pink 6 (2002)
- Rocco Live in Prague (2002)
- Superfuckers 19 (2002)
- When Nurses Go Bad (2002)
- A.N.A.L. 1 (2003)
- Abuso di Potere (2003)
- Anal Expedition 1 (2003)
- Anal Intensive 5 (2003)
- Anal Seduction 3 (2003)
- Canibales Sexuales 1 (2003)
- Chasin Tail 4 (2003)
- Christoph's Beautiful Girls 11 (2003)
- Crack Her Jack 1 (2003)
- Cum Dumpsters 4 (2003)
- Cum In My Ass Not In My Mouth 2 (2003)
- Darx (2003)
- Debauchery 15 (2003)
- Double Parked 3: Two Way Street (2003)
- Double Penetrated White Girls 2 (2003)
- Eighteen 'N Interracial 7 (2003)
- Falce Di Luna: Moonscythe (2003)
- Fresh Meat 17 (2003)
- Girl + Girl 5 (2003)
- Girls Paradise (2003)
- Hardcore Training 3 (2003)
- Hot Paradise 2: Mykonos (2003)
- Hustler Confidential 4: Sex Tape Scandal 2 (2003)
- Hustler Confidential 5: Riviera Heat 1 (2003)
- Hustler Confidential 6: Riviera Heat 2 (2003)
- Inch Freaks 2 (2003)
- Jonni Darkko's Anal Perversions 2 (2003)
- Katja Kassin's Fuck Me (2003)
- Leg Affair 4 (2003)
- Legal Skin 9 (2003)
- Little White Slave Girls 3 (2003)
- Look What's Up My Ass 2 (2003)
- Maniac Inside Budapest (2003)
- Multiple POV 2 (2003)
- Naturally Perfect (2003)
- North Pole 39 (2003)
- Outnumbered 2 (2003)
- Pickup Lines 75 (2003)
- Pirate Fetish Machine 10: Wild Circle (2003)
- Precious Pink 13 (2003)
- Private Reality 14: Girls of Desire (2003)
- Private Reality 17: Anal Desires (2003)
- Private Reality 19: Beds of Sin (2003)
- Private Tropical 7: Coconut Holiday (2003)
- Private Tropical 8: Ocean Dream (2003)
- Professianals 1 (2003)
- Rotte in Culo (2003)
- Sex Bullets (2003)
- Slam It In Her Ass (2003)
- Sport Babes 2 (2003)
- Stupri Italiani 8 - L'inganno (2003)
- Superparadise (2003)
- Three For All 2 (2003)
- Travel Sluts 2 (2003)
- Trust (2003)
- World Class Whores 1 (2003)
- World Sex Tour 29 (2003)
- Young And Wild 2 (2003)
- Young Girls in Lust 1 (2003)
- Young Girls in Lust 2 (2003)
- Angelmania 5 (2004)
- Assfensive 2 (2004)
- Belladonna's Fuck Me (2004)
- Circle Of Deceit 2 (2004)
- Cumstains 5 (2004)
- Drive Thru 2 (2004)
- Enjoy 5 (2004)
- Fishnets 1 (2004)
- Hardcore Models (2004)
- Heavy Metal 6 (2004)
- Jean-Yves Castel's Perversions (2004)
- Lip Lickers 1 (2004)
- Look What's Up My Ass 4 (2004)
- Manhammer 2 (2004)
- Manipulation 1 (2004)
- Millionaire 1 (2004)
- Private Life of Stacy Silver (2004)
- Private Xtreme 12: Hot Property (2004)
- Private XXX 18: Wet Dreams (2004)
- Pussy Worship 1 (2004)
- Sex Tails 1 (2004)
- Sexe tentation (2004)
- Six Pack (2004)
- Teen Black Cravings 1 (2004)
- Teen Tryouts Audition 34 (2004)
- Tournante 2 (2004)
- Ass Crackin' 7 (2005)
- Babes With No Limits 1 (2005)
- Big Toys No Boys 4 (2005)
- Black Pipe Layers 4 (2005)
- Chew On My Spew POV 3 (2005)
- Double the Fun 2 on 1 2 (2005)
- Erotica XXX 10 (2005)
- Euro Sluts 5: Whore (2005)
- Exxxtraordinary Euro Babes 2 (2005)
- Fine Ass Bitches 2 (2005)
- Fucking Beautiful 6 (2005)
- Fucking Beautiful 7 (2005)
- Gangland Cream Pie 8 (2005)
- Harder They Cum 4 (2005)
- Hot Letters 6 (2005)
- Internal Cumbustion 7 (2005)
- Lesglam 1 (2005)
- Mayhem Explosions 3 (2005)
- POV Centerfolds 1 (2005)
- Private Story Of Lucy Lee (2005)
- Private Story Of Lucy Love (2005)
- Private XXX 26: Good Things Cum In 3's (2005)
- Riding The Curves 3 (2005)
- Russian Institute: Lesson 5 (2005)
- Sandy's Girls 2 (2005)
- Sloppy Seconds 1 (2005)
- Soffocami (2005)
- Super Model Sluts 2 (2005)
- Tag Teamed 3 (2005)
- Throat Bangers 8 (2005)
- What Gets You Off 2 (2005)
- Anal Aristocrats 1 (2006)
- Best Of Dirtier Debutantes 3 (2006)
- Blow Banged 2 (2006)
- Chick All Hardcore 6 (2006)
- Cream Pie Orgy 2 (2006)
- Cumstains 7 (2006)
- Destination Dirtpipe 2 (2006)
- Double the Fun 2 on 1 3 (2006)
- Fuck Doll Sandwich 4 (2006)
- Girls on Girls 8 (2006)
- Hustler Casting Couch 14 (2006)
- Lesbian Fever 1 (2006)
- Liquid Ass-sets 1 (2006)
- One In The Snapper One In The Crapper (2006)
- Pirate Fetish Machine 23: Lost Girls (2006)
- Private Sports 7: Snow Angels (2006)
- Private Xtreme 29: Gonzo Style (2006)
- Professianals 10 (2006)
- Puff Puff Give (2006)
- Pushers 5 (2006)
- Russian Institute: Lesson 6 (2006)
- Share The Load 4 (2006)
- Squirt Quenchers (2006)
- Teeny Dreams 1: Lollypops (2006)
- Uptown Bitches (2006)
- What's Up Her Ass 2 (2006)
- Barely 18 Anal Virgins (2007)
- Creamery (2007)
- DP Fanatics 4 (2007)
- Fucker Takes All (2007)
- Fucking Hostile 4 (2007)
- Girls Dil-Doing Girls 2 (2007)
- I Got 5 on It 2 (2007)
- Latex Lovers 1 (2007)
- Lesbian Trainer 3 (2007)
- Orgy Initiations 2 (2007)
- Pirate Fetish Machine 29: Susi Medusa's Fetish Obsessions (2007)
- Porn in the City (2007)
- Private XXX 36: Fuck Me Wild (2007)
- Raul Cristian's Sperm Swap 1 (2007)
- Too Much is Never Enough 2 (2007)
- Working Girls 1 (2007)
- All Out Anal 3 (2008)
- Butterfly: intrigo e potere (2008)
- Creamery 4 (2008)
- Cumming Clean (2008)
- Fucking Beautiful 8 (2008)
- Load Warriors 1 (2008)
- Private Xtreme 39: Ibiza Sex Party 4 (2008)
- Private Xtreme 40: Ibiza Sex Party 5 (2008)
- Super Shots: Sweet Ass Honey 2 (2008)
- Teen Treats 1 (2008)
- Teen Treats 2 (2008)
- Toy Stories 2 (2008)
- Art Of The Cumfart 2 (2009)
- Ass The New Pussy (2009)
- Lesbian Prison (2009)
- Tappin' That White Ass (2009)
- Anal Attack 3 (2011)
- My Little Sister Bangs Brothas (2011)
- Street Vendors 4 (2011)